# Gråbröstad glansstare
Gråbröstad glansstare (Lamprotornis fischeri) är en fågel i familjen starar inom ordningen tättingar.

## Utseende och läte
Gråbröstad glansstare är en udda gråvit stare, med grått huvud, ljust öga, vitaktig hjässa och grå övergump. Stora vita fläckar på vingens undersida syns väl i flykten. Arten är mest lik flikstaren, men denna har mörkt öga, vit övergump och saknar den grå huvan. Vanligaste lätet är en stigande böjd vissling som ibland avges i långa serier.

## Utbredning
Fågeln förekommer från södra Etiopien och Somalia till östra Kenya och nordöstra Tanzania. Den behandlas som monotypisk, det vill säga att den inte delas in i några underarter.

## Levnadssätt
Gråbröstad glansstare hittas i torr savann, jordbruksområde och kring bebyggelse. Den ses vanligen i flockar.

## Status
Arten har ett stort utbredningsområde och beståndet anses stabilt. Internationella naturvårdsunionen IUCN listar den därför som livskraftig (LC).

## Namn
Fågelns vetenskapliga artnamn hedrar Gustav Adolf Fischer (1848-1886), tysk doktor, upptäcktsresande och samlare av specimen verksam i tropiska Afrika 1876-1886.